# ألفارناتي
بلدية الفرنت أو (نقحرة: ألفارناتي) (بالإسبانية: Alfarnate) هي بلدية تقع في مقاطعة مالقة التابعة لمنطقة الأندلس جنوب إسبانيا.

## الديموغرافيا
بلغ عدد سكان بلدية الفرنت 1.323 نسمة عام 2011 (وفقاً للمعهد الوطني الإسباني للإحصاء).
| 1.447 | 1.431 | 1.430 | 1.398 | 1.365 | 1.348 | 1.323 |